# Куюк-Ерыксинское сельское поселение
Куюк-Ерыксинское сельское поселение — сельское поселение в Мамадышском районе Татарстана.
Административный центр — с. Новый Кумазан.

## Население
| 2010  | 2011  | 2012  | 2013  | 2014  | 2015  | 2016  |
| ----- | ----- | ----- | ----- | ----- | ----- | ----- |
| 1613  | ↘1604 | ↘1542 | ↘1521 | ↗1598 | ↘1557 | ↘1552 |
| 2017  | 2018  |       |       |       |       |       |
| ↘1530 | ↘1483 |       |       |       |       |       |

## Административное деление
В состав поселения входят 7 населённых пункта:
- с. Новый Кумазан (Яңа Комазан)
- с. Большая Шия (Зур Шия)
- с. Куюк Ерыкса (Көек Ерыкса)
- с. Старый Черкас (Иске Черкас)
- д. Гришкино
- д. Каргали (Каргалы)
- д. Новый Черкас (Яңа Черкас).